# Operazione Trikora
Operazione Trikora (da TRI KOmando RAkyat, "triplo comando del popolo" in lingua indonesiana) era il nome in codice dato a una serie di azioni militari condotte dalle forze armate dell'Indonesia tra il gennaio e l'agosto del 1962 nel territorio della Nuova Guinea Occidentale, all'epoca ancora una colonia dei Paesi Bassi: tramite sbarchi anfibi e lanci con il paracadute, gli indonesiani infiltrarono vari gruppi di incursori e membri delle forze speciali dietro le linee olandesi, al fine di destabilizzare la guarnigione locale e di preparare la strada a una successiva massiccia invasione dell'isola, da attuarsi per l'agosto del 1962.
L'operazione diede vita a una serie di scontri e scaramucce tra le truppe olandesi e quelle indonesiane, ma prima che la contesa potesse sfociare in una guerra aperta il governo di Amsterdam decise di giungere a una soluzione diplomatica: privi di appoggi internazionali e diplomaticamente isolati sulla questione, gli olandesi negoziarono il passaggio del territorio della Nuova Guinea Occidentale a un'amministrazione transitoria delle Nazioni Unite (United Nations Temporary Executive Authority o UNSF), la quale a sua volta nel maggio del 1963 trasferì all'Indonesia la piena sovranità sull'ex colonia.

## Antefatti

Carta della Nuova Guinea Occidentale.

A lungo colonia dei Paesi Bassi con il nome di "Indie orientali olandesi", l'Indonesia ottenne infine l'indipendenza nel dicembre del 1949, al termine di una lunga guerra d'indipendenza; nel corso dei negoziati finali, svoltisi con la mediazione degli Stati Uniti d'America, al neo-indipendente stato indonesiano fu trasferita la quasi totalità del territorio dell'ex colonia olandese, con l'eccezione però della porzione occidentale della grande isola della Nuova Guinea: il governo olandese sostenne che il territorio (anche detto "Papua Occidentale") non aveva mai fatto formalmente parte delle Indie orientali ma era stato amministrato separatamente, in ragione delle differenze etniche e geografiche di questo rispetto al resto dell'arcipelago indonesiano, e che del resto le stesse autorità locali erano più che riluttanti a farsi assorbire nel nascente Stato. La Nuova Guinea Occidentale rimase quindi un territorio d'oltremare olandese (Nederlands-Nieuw-Guinea, "Nuova Guinea olandese") e il governo di Amsterdam si impegnò ad avviarlo verso l'autodeterminazione e l'indipendenza come nazione sovrana.
Dopo una breve esperienza come stato federale e una serie di disordini interni e tentativi di golpe, l'Indonesia raggiunse una stabile conformazione politica verso la metà degli anni 1950 sotto la guida del presidente Sukarno, principale leader del vecchio movimento indipendentista: nonostante l'iniziale appoggio statunitense, Sukarno rifiutò i dettami della democrazia di stampo occidentale e diede vita a un sistema di "democrazia guidata", accentrando progressivamente su di sé molti poteri e governando grazie al pieno sostegno delle forze armate e del Partito Comunista Indonesiano. In politica estera, Sukarno si schierò su posizioni anti-imperialiste e anti-colonialiste, e l'Indonesia si pose ai vertici del nascente movimento dei paesi non allineati fin dalla sua fondazione a partire dalla Conferenza di Bandung dell'aprile 1955.

La bandiera proposta per il mai proclamato Stato indipendente di Papua Occidentale.

Una volta riorganizzata la sua nazione e ottenuto il sostegno dell'Unione Sovietica e dei paesi del Patto di Varsavia, Sukarno portò avanti le pretese indonesiane sulla Nuova Guinea Occidentale, sostenute con forza fin dalla conclusione della guerra d'indipendenza; l'Indonesia scelse inizialmente la via diplomatica facendo valere le sue pretese in seno alle Nazioni Unite, ma senza troppo successo. Gli olandesi continuarono quindi con la loro politica di costituire il territorio come Stato indipendente: furono realizzate infrastrutture come ospedali, piantagioni, centri di ricerca agricola e un nuovo cantiere navale a Manokwari, e fu inoltre istituita una prima forza militare composta da reclute locali, il Papoea Vrijwilligers Korps ("Corpo Volontario Papuano" o PVK); dopo le prime elezioni locali nel gennaio del 1961, il 5 aprile seguente entrò in funzione un primo parlamento locale ("Consiglio della Nuova Guinea"), il quale istituì formalmente la bandiera e l'inno ufficiali del nascente Stato, la cui proclamazione era prevista entro la fine degli anni 1960.
Davanti ai preparativi olandesi circa il destino della Nuova Guinea, gli indonesiani decisero di abbandonare la via diplomatica in favore della soluzione militare; il 19 dicembre 1961 Sukarno proclamò ufficialmente che l'Indonesia avrebbe annesso il territorio conteso con la forza, e le forze armate preparano i piani per un'invasione su vasta scala.

## Forze in campo

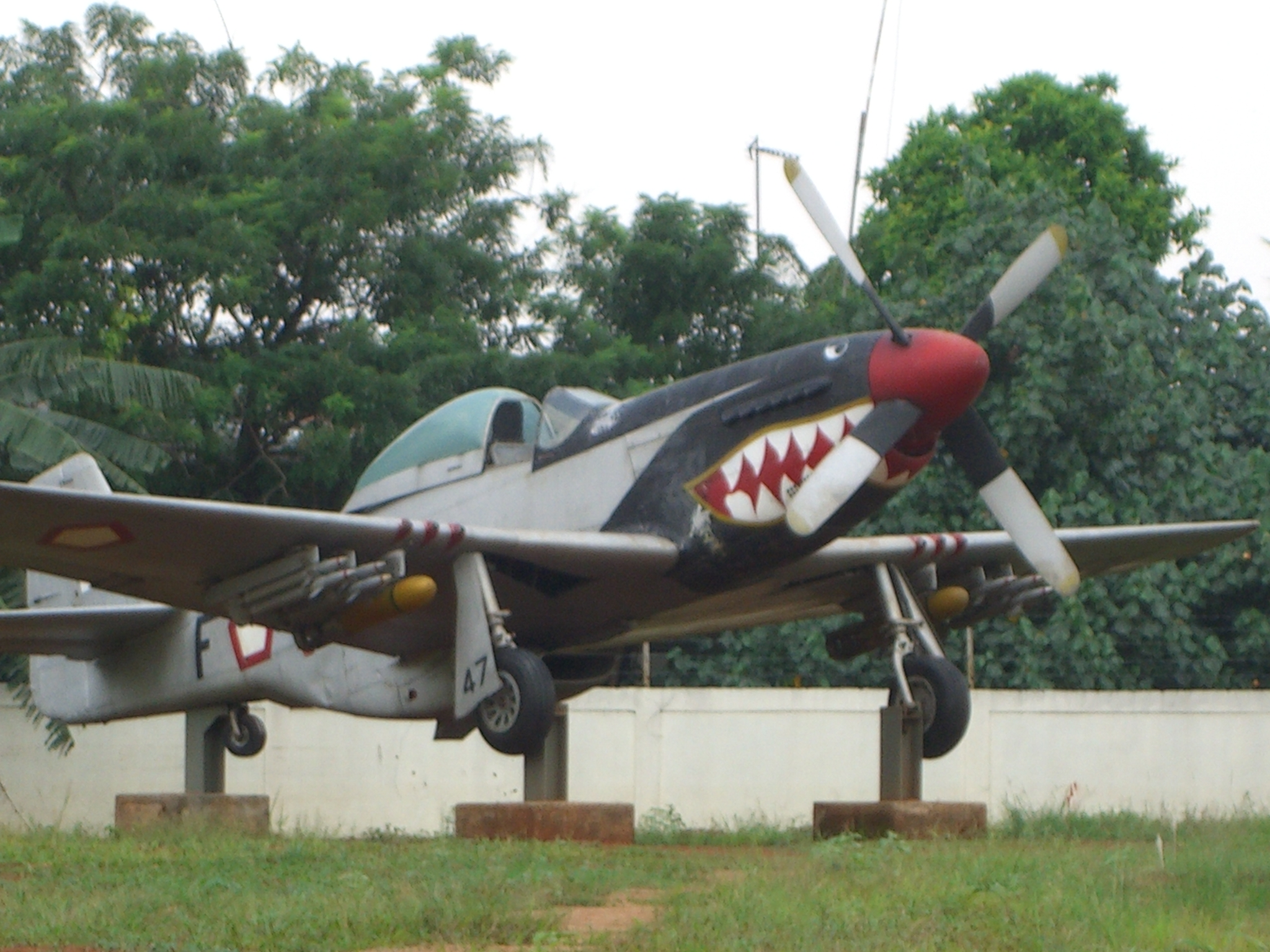
Un caccia North American P-51 Mustang con le insegne indonesiane.

Per la riuscita del piano di invasione, era vitale che le forze indonesiane acquisissero una certa superiorità aerea nei cieli della Nuova Guinea Occidentale: negli anni 1960 l'aeronautica militare indonesiana (Tentara Nasional Indonesia Angkatan Udara) era ormai una forza numerosa e ben sviluppata, e ai vecchi velivoli acquisiti dagli olandesi dopo l'indipendenza (come i 20 caccia North American P-51 Mustang e i sei bombardieri Douglas A-26 Invader) si erano aggiunti moderni aviogetti di fabbricazione sovietica (caccia MiG-15 e MiG-17 e bombardieri Il-28); nel giugno del 1961, giusto pochi mesi prima dell'inizio di Trikora, le capacità belliche della forza aerea indonesiana erano state notevolmente incrementate dalla consegna dei primi bombardieri strategici Tupolev Tu-16 armati di missili cruise KS-1 Kometa, molto utili per il ruolo antinave. La componente di aerotrasporto, che avrebbe svolto un ruolo cruciale, si affidava a dieci Lockheed C-130 Hercules statunitensi da poco consegnati e a un più numeroso gruppo di vecchi C-47 Dakota del periodo coloniale; basi aeree principali scelte per l'operazione erano gli aeroporti di Morotai, Ambon, Amahai e delle isole Kai, con i C-130 che decollavano invece direttamente da Giava.
La forza navale indonesiana (Tentara Nasional Indonesia Angkatan Laut) era stata da poco completamente riequipaggiata con materiali di origine sovietica, potendo allineare un incrociatore leggero della classe Sverdlov (KRI Irian, ex Ordzhonikidze della marina sovietica), sette cacciatorpediniere della classe Skoryj, alcune motocannoniere della classe Komar e sottomarini della classe Whiskey e svariate altre unità minori.

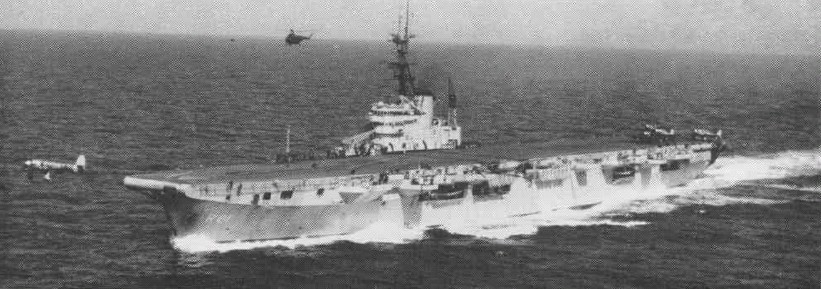
La portaerei olandese Hr. Ms. Karel Doorman.

I preparativi militari indonesiani e i toni sempre più aggressivi mostrati da Sukarno spinsero il governo del Primo ministro Jan de Quay a rafforzare la presenza militare olandese nella Nuova Guinea Occidentale: nel 1960 una squadra navale composta dall'unica portaerei olandese in servizio, la Hr. Ms. Karel Doorman (ex britannica HMS Venerable), da due cacciatorpediniere e da una petroliera ricevette l'ordine di trasferirsi nelle acque papuane, anche come forma di pressione diplomatica nei confronti degli indonesiani; a causa dell'ostilità dell'Egitto, alleato dell'Indonesia, la formazione olandese non poté transitare per il canale di Suez e dovette compiere il periplo dell'Africa. Per il 1962 la marina olandese (Koninklijke Marine) aveva a disposizione nelle acque papuane una portaerei, cinque cacciatorpediniere (unità delle classi Holland e Friesland), due fregate (ex cacciatorpediniere britannici della classe S), due sottomarini, un rifornitore e due petroliere; oltre al gruppo aereo imbarcato sulla Doorman, i velivoli olandesi schierati nella Nuova Guinea Occidentale ammontavano a dodici caccia a reazione Hawker Hunter e dieci pattugliatori marittimi Lockheed P2V Neptune della Koninklijke Luchtmacht, di base principalmente a Biak (principale centro della difesa aerea), Sorong e Kaimana.
Sul fronte terrestre, le truppe olandesi ammontavano a cinque compagnie della fanteria di marina, tre battaglioni di regolari olandesi, alcune unità di artiglieria contraerea e una sezione SIGINT, oltre ad alcune centinaia di reclute del PVK. In generale la posizione olandese non era solida: la linea costiera da presidiare era eccessiva per le poche truppe, e la copertura radar insufficiente a controllare l'intero spazio aereo; navi e truppe olandesi si trovavano ad operare a diverse migliaia di chilometri lontano da casa e, a parte un limitato supporto da parte dell'Australia (timorosa della politica espansionistica dell'Indonesia), privi di aiuti locali, visto che le nazioni asiatiche simpatizzavano con la causa anti-colonialista degli indonesiani.

## L'operazione

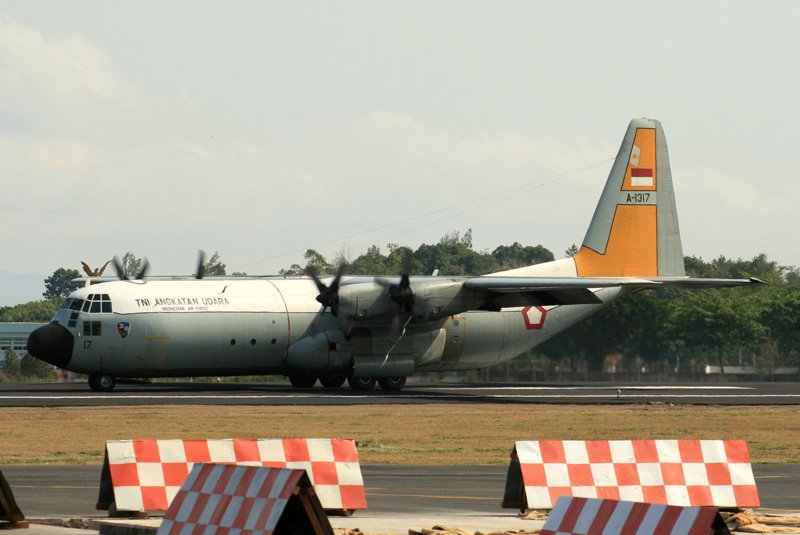
Un aereo da trasporto Lockheed C-130 Hercules indonesiano, molto usato durante il conflitto.

Il piano indonesiano prevedeva tre fasi successive da attuarsi in sequenza: una prima fase, denominata "operazione Trikora", avrebbe visto l'inserimento di piccole squadre di truppe scelte tramite lanci con il paracadute o sbarchi anfibi lungo l'estesa linea costiera papuana, al fine di condurre una campagna di guerriglia e incursioni contro le truppe olandesi, attirandole nelle regioni dell'interno sguarnendo così i principali centri urbani situati sulla costa; in seguito, la seconda fase, denominata "operazione Djajawidjaja" ("vittoria sul colonialismo"), avrebbe visto una massiccia invasione del territorio della Nuova Guinea Occidentale, condotta tramite sbarchi anfibi e lanci di paracadutisti su vasta scala, al fine di impossessarsi dei porti e delle posizioni chiave lungo le zone costiere; infine, una volta stabilita una solida testa di ponte, le truppe indonesiane avrebbero allargato le loro conquiste ponendo l'intero territorio sotto il loro controllo.
Il 15 gennaio 1962 l'operazione Trikora ebbe concretamente inizio quando tre motosiluranti indonesiane, guidate dal vice capo di stato maggiore della marina commodoro Yos Sudarso, salparono dalla loro base nelle isole Aru alla volta della vicina costa papuana, cariche di incursori da sbarcare; le tre unità furono localizzate da un P2V Neptune olandese nel mare degli Arafura e affrontate dal cacciatorpediniere Hr. Ms. Utrecht e dalla fregata Hr. Ms. Evertsen: la motosilurante RI Matjan Tutul fu affondata con la morte di tre uomini tra cui il commodoro Sudarso, mentre le altre due furono messe in fuga dopo essere state danneggiate. A dispetto di questo insuccesso iniziale, le missioni di infiltrazione via mare continuarono anche nei mesi seguenti sbarcando un totale di 562 uomini, tra cui vari membri del Batalyon Intai Amfibi ("Battaglione di ricognizione anfibia"), unità scelta della fanteria di marina indonesiana.
A fine aprile iniziarono anche le missioni di infiltrazioni per via aerea, condotte dai C-130 e dai C-47 dell'aeronautica indonesiana: normalmente queste missioni erano precedute da missioni di ricognizione da parte dei Tu-16 e supportate dai caccia P-51 Mustang e dai bombardieri A-26 Invader, con gli Il-28 che compivano finte penetrazioni per distrarre i difensori olandesi. I primi lanci furono condotti nelle vicinanze di Sorong e Fakfak, nel nord-ovest, da parte di membri dell'unità di forze speciali dell'aeronautica indonesiana (Korps Pasukan Khas), a cui poi si aggiunsero i loro colleghi dell'esercito (Komando Pasukan Khusus) a partire dai primi di maggio: il 4 maggio una compagnia prese terra vicino Fakfak, seguita da una seconda il 15 maggio seguente; entro giugno venne completata un'altra dozzina di lanci nelle zone di Merauke nel sud, Fakfak e Kaimana nell'ovest, per un totale di 1 154 indonesiani infiltrati dietro le linee olandesi. Il contrasto a questi lanci fu debole, anche se il 17 maggio 1962 un Neptune olandese riuscì ad abbattere un C-47 indonesiano carico di paracadutisti nelle vicinanze di Klamono.
In generale, la campagna di guerriglia messa in atto dai distaccamenti indonesiani infiltrati fu poco efficace: privi di appoggio da parte della popolazione, gli incursori dovettero cercare rifugio nell'inospitale boscaglia per sfuggire alle pattuglie olandesi, riuscendo ad infliggere al nemico solo lievi danni; in totale, 94 indonesiani furono uccisi e 73 feriti nel corso delle operazioni di guerriglia.
Nell'estate del 1962 gli indonesiani diedero avvio ai preparativi per la successiva fase della campagna. Una vasta forza d'assalto anfibia di più di 60 navi fu approntata per condurre uno sbarco sull'isola di Biak, principale piazzaforte olandese: una brigata di 4 500 fanti di marina indonesiani avrebbe dovuto prendere terra e stabilire una solida testa di ponte, rinforzata anche dai lanci di 7 000 paracadutisti dell'esercito; altre quattro brigate di fanteria, per un totale di 13 000 uomini, erano tenute pronte per sfruttare il successo. A metà agosto del 1962 la forza prese il mare alla volta di Biak, venendo localizzata dai Neptune olandesi; nessuno scontro ebbe luogo, tuttavia, visto che proprio in quei giorni i due contendenti erano riusciti infine a trovare un accordo diplomatico.

## Conseguenze

Sukarno, presidente dell'Indonesia dal 1945 al 1967.

Fin dall'inizio dell'escalation militare si erano svolti negoziati segreti per giungere a una conclusione della crisi: benché alleati dei Paesi Bassi nell'ambito della NATO, gli Stati Uniti avevano da sempre scarsa simpatia per le questioni legate al colonialismo europeo, e del resto fin dal suo insediamento l'amministrazione del presidente John Fitzgerald Kennedy si era riproposta di eliminare l'influenza sovietica sull'Indonesia, se necessario sacrificando le posizioni olandesi in Nuova Guinea; benché in diversi ambienti politici vi fossero ancora sostenitori del possesso olandese della Nuova Guinea, il governo di Amsterdam era riluttante a farsi coinvolgere in una impegnativa guerra da condurre in un territorio lontanissimo e contro un nemico preponderante, e di fronte alla mancanza di appoggi internazionali dovette rassegnarsi ad accettare i negoziati. Dopo lunghe trattative mediate dagli statunitensi, olandesi e indonesiani sottoscrissero infine un accordo per la composizione della crisi il 15 agosto 1962 presso l'Ufficio delle Nazioni Unite a New York: i cosiddetti "accordi di New York" stabilirono il passaggio della Nuova Guinea Occidentale dai Paesi Bassi a un'autorità amministrativa provvisoria delle Nazioni Unite (United Nations Temporary Executive Authority o UNSF), la quale avrebbe gradualmente trasferito la sovranità sul territorio alle autorità statali indonesiane.
L'amministrazione della UNSF prese avvio il 1º ottobre 1962, completando poi il passaggio di consegne agli indonesiani per il 1º maggio 1963, quando la Nuova Guinea Occidentale divenne formalmente una provincia dell'Indonesia con il nome di "Irian Occidentale" (dal 1973 "Irian Jaya"). Gli accordi di New York prevedevano la possibilità per le popolazioni locali di esprimersi con un "atto di libera scelta" circa la permanenza del territorio sotto l'amministrazione indonesiana: gli olandesi avevano spinto perché questo "atto" fosse concretizzato in un referendum condotto sotto l'amministrazione delle Nazioni Unite, ma davanti al fermo rifiuto degli indonesiani dovettero accettare che fosse il governo di Giacarta a organizzare la consultazione, pur se sulla base di alcuni criteri stabiliti nell'accordo.
Dopo alcuni rinvii, l'"atto di libera scelta" si svolse tra il luglio e l'agosto del 1969: a dispetto del fatto che gli accordi di New York prevedessero la partecipazione alla procedura di tutti gli abitanti adulti che non fossero di origine straniera, gli indonesiani selezionarono 1 022 persone in qualità di "rappresentati" dell'intera popolazione papuana, facendole poi votare pubblicamente e per alzata di mano davanti agli osservatori delle Nazioni Unite, ottenendo un risultato di unanime adesione all'unione con l'Indonesia. Benché da molte parti fossero state avanzate critiche sulla validità e correttezza della procedura, l'Assemblea Generale delle Nazioni Unite convalidò la consultazione con la risoluzione 2504 del 19 novembre 1969; i Paesi Bassi non avevano più interesse alla questione, e gli Stati Uniti erano ora ancora più favorevoli ad appoggiare gli indonesiani dopo che nel 1965 un colpo di Stato a Giacarta aveva portato alla deposizione di Sukarno e all'instaurazione di un regime nazionalista e anti-comunista sotto il generale Suharto. Esponenti locali, tra cui diversi ex membri del PVK, diedero vita al Organasi Papua Merdeka ("Movimento Papua Libera"), avviando poi una campagna di guerriglia contro gli indonesiani.